# 貝茲薩利夫卡
51°15′53″N 34°23′31″E / 51.26472°N 34.39194°E
貝茲薩利夫卡（羅馬化：Bezsalivka）是位於烏克蘭東北部的村莊，由蘇梅州蘇梅區的比洛皮利亞市鎮負責管轄。該村距離伊斯克里斯基夫希納2.5公里，海拔高度154米，2001年人口91。